# Охоронець (фільм, 2010)
«Охоронець» (англ. London Boulevard) — британський кримінальний фільм 2010 року режисера Вільяма Монегена, знятий за власним сценарієм, написаним на основі однойменного роману Кена Бруена 2001 року, з Коліном Фарреллом і Кірою Найтлі у головних ролях.

## Сюжет
Гаррі Мітчел виходить із в'язниці з твердим наміром не порушувати більше закон. Його злодійкуватий приятель Біллі забирає його на виході і надає для проживання квартиру, яку відібрали за борги у лікаря. На вечірці Мітч зустрічає журналістку Пенні, яка бачить у ньому відповідну людину для певної роботи: Мітч має стати охоронцем на віллі кінозірки Шарлотти. Незабаром після цього вбито безпритульного Джо, з яким у Мітча були дружні стосунки, після чого Мітч намагається знайти злочинців.
Бос Біллі, гангстер Гант, пропонує Мітчу велику суму за пограбування особняка Шарлотти, але Мітч відхиляє пропозицію. Гант змушує Мітча зустрітися з ним і використовує все жорстокіші методи, щоб змусити його працювати на себе.
Коли Мітч дізнається ім'я вбивці Джо, він прагне помсти. Однак, коли він нарешті стоїть за вбивцею Джо, замість того щоб застрелити, відпускає його, тому що хоче порвати зі своїм злочинним минулим.
Мітч та Шарлотта зближуються та зрештою проводять ніч разом. Коли Шарлотта отримує роль, вона повинна летіти до Лос-Анджелеса. Мітч, перед тим як летіти з нею, вирішує подбати про Ганта після того, як Біллі знаходять мертвим в особняку Шарлотти. Він проникає до особняка Ганта і стріляє в нього. Коли він, нарешті, може летіти за Шарлоттою в Лос-Анджелес, вбивця Джо ранить його ножем, і він вмирає.

## У ролях
| Актор           | Роль           |
| --------------- | -------------- |
| Колін Фаррелл   | Гаррі Мітчел   |
| Кіра Найтлі     | Шарлотта       |
| Девід Тьюліс    | Джордан        |
| Анна Фріл       | Бріоні Мітчел  |
| Рей Вінстон     | Роб Гант       |
| Бен Чаплін      | Біллі          |
| Едді Марсан     | детектив Бейлі |
| Велібор Топік   | Сторбор        |
| Стівен Ґрем     | Денні          |
| Офелія Ловібонд | Пенні          |
| Алан Вільямс    | Джо            |

## Критика
Rotten Tomatoes дав оцінку 37 % на основі 49 відгуків від критиків і 30 % від більш ніж 100 000 глядачів.